# Ondřej Moravec
Ondřej Moravec (Ústí nad Orlicí, 9 de junho de 1984) é um biatleta e oficial checo, medalhista olímpico. 

## Carreira
Ondřej Moravec representou seu país nos Jogos Olímpicos de 2006, 2010 e 2014, na qual conquistou a medalha de prata, no individual, 12,5km em perseguição e revezamento misto, e bronze na larga coletiva todos em 2014. 